# Alaska y los Pegamoides
 (janvier 2016).
Si vous disposez d'ouvrages ou d'articles de référence ou si vous connaissez des sites web de qualité traitant du thème abordé ici, merci de compléter l'article en donnant les références utiles à sa vérifiabilité et en les liant à la section « Notes et références ».
Alaska y los Pegamoides est un groupe de punk-rock et pop-rock originaire de Madrid (Espagne) fondé en 1979.

## Histoire
Alaska y los Pegamoides est l'un des groupes les plus représentatifs de la scène punk rock des années 1980 en Espagne, avec d'autres groupes tels que Kaka de Luxe ou Parálisis Permanente.
Le groupe, dissous en 1982, avait pour membres la chanteuse Alaska, Nacho Canut, Carlos Berlanga, Ana Curra et Eduardo Benavente.